# 나경언
나경언은 조선 영조 대의 인물로 1762년 당시 형조판서 윤급의 종이었다. 그는 나경언의 고변(또는 나경언의 상변)을 통해 임오화변(영조가 사도세자를 뒤주에 가두어 그를 죽음에 이르게 하는 사건)이 일어나는 것에 결정적인 역할을 하였다.

## 나경언의 고변
사도세자의 장인인 홍봉한이 1761년 3월 우의정에서 8월 좌의정으로, 9월 영의정으로 빠르게 입지를 굳혀 가자 위기감을 느낀 노론 계열의 인물인 김한구, 김상로, 홍계희, 윤급 등은 풍산 홍씨 세력을 몰아내고 세자를 폐위시키고자 하였다. 이러한 노력 하에 1762년 5월 22일 윤급의 종인 나경언을 시켜 “세자가 일찍이 궁녀를 살해하고, 여승을 궁중에 들여 풍기를 문란시키고, 부왕의 허락도 없이 평안도에 몰래 나갔으며, 북성에 멋대로 나가 돌아다녔다”라는 등의 내용을 담은 10조목의 세자의 결점과 비행, 더 나아가 장차 환시들과 모반할 것을 꾀한다는 것을 형조에 고발하도록 하였다. 이 사건이 바로 나경언의 고변이다.
세자의 비행을 알게 된 영조는 세자의 비행을 알리지 않은 신하들을 문책하였고, 고변자 나경언을 충직한 자로 보아 살려주려 하였다. 그러나 홍낙순과 남태제 등이 나경언이 세자를 모함한 대역죄인이라는 주장을 하여 결국 그를 참수하였다.
나경언의 고변에 대해 억울함을 느낀 사도세자는 나경언과의 대질을 요구하였으나 영조는 이를 거부하였고 이후 세자의 비행 문제는 더욱 확대되어 영조가 세자에게 자결을 요구하는 것에까지 이르렀고, 세자가 자결하지 않고 버티자 결국 영조는 세자를 뒤주속에 가두어 8일만에 굶어 죽도록 하였다(임오화변). 이때 사도세자의 비행과 뒤주의 착상, 그리고 임오화변의 사건 그 자체 등은 훗날 사도세자의 비인 혜경궁 홍씨가 《한중록》을 저술하는 배경이 된다.